# Saarijärvi

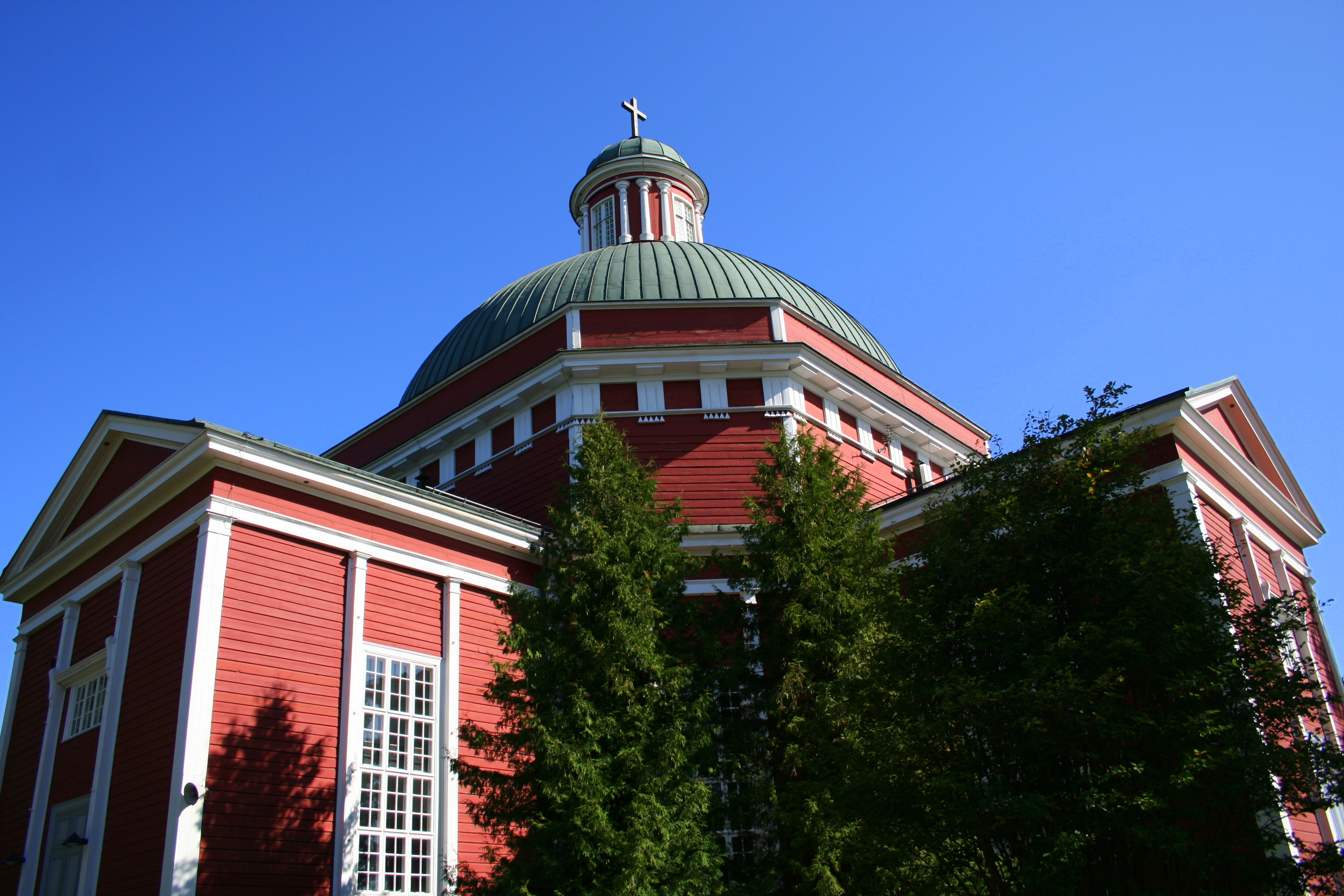
Església

Saarijärvi és una ciutat al centre de Finlàndia. Té una població de 10.373 habitants i una extensió de 1422,73 km², dels quals 170,80 km² són d'aigua.

## Ciutats agermanades
- Gran, Noruega
- Hadsten, Dinamarca
- Hinnerup, Dinamarca
- Kungsbacka, Suècia
- Trittau (Amt), Alemanya
- Loire-Divatte, França